# 原守

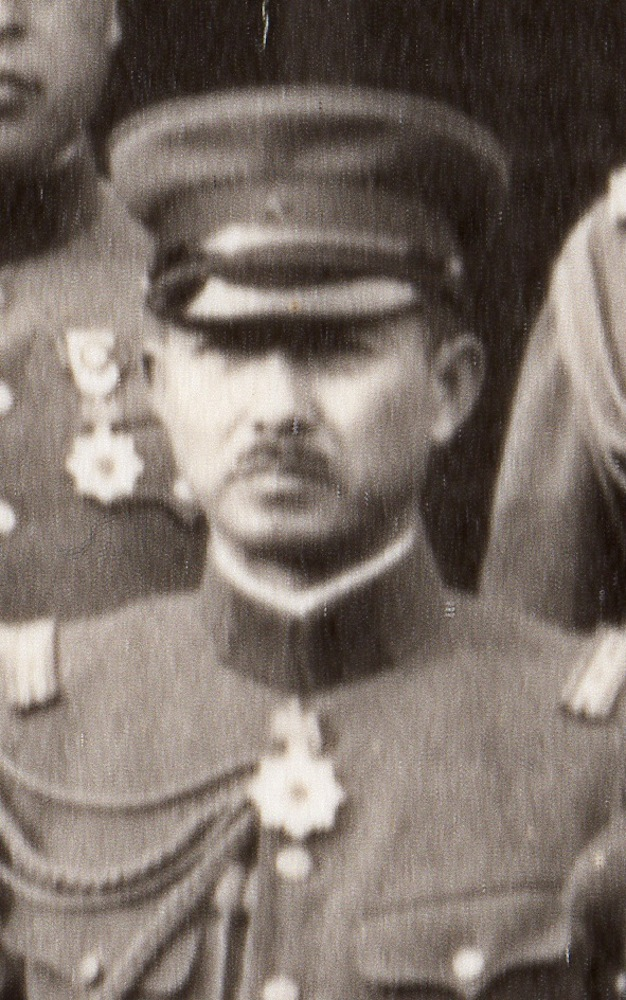
原守

原 守（はら まもる、1892年（明治25年）11月10日 - 1991年（平成3年）12月5日）は、日本の陸軍軍人。最終階級は陸軍中将。最後の陸軍次官を務めた。

## 経歴
広島県課長・原郡蔵の三男として生れる。広島陸軍地方幼年学校、中央幼年学校を経て、1913年（大正2年）5月、陸軍士官学校（25期）を卒業。同年12月、歩兵少尉に任官し歩兵第71連隊付となる。1922年（大正11年）11月、陸軍大学校（34期）を卒業。
1923年（大正12年）12月、陸軍省官房付勤務となり、陸軍省副官を経て、1926年（大正15年）2月から1928年（昭和3年）4月まで欧州に出張した。以後、陸大教官、朝鮮軍参謀、軍事調査部員、軍務局課員、近衛歩兵第4連隊付などを経て、1936年（昭和11年）8月、陸軍大佐に進級し関東軍副官となった。翌年8月、陸軍省新聞班長に就任し、近衛歩兵第4連隊長を経て、1939年（昭和14年）3月、陸軍少将に進み歩兵第23旅団長となり日中戦争に従軍した。
1940年（昭和15年）12月、留守近衛師団司令部付となり、翌年4月、関東憲兵隊司令官に就任し、1941年（昭和16年）11月、陸軍中将に昇進。1942年（昭和17年）8月、第9師団長に親補され満州掖河に駐屯した。1945年（昭和20年）4月、教育総監部本部長へ異動し陸軍機甲本部長を兼務。東部憲兵隊司令官として終戦を迎えた。
1945年（昭和20年）11月、最後の陸軍次官に就任し、陸軍省の廃止後に設置された第一復員省の次官に同年12月1日から19日まで在任した。
1947年（昭和22年）11月、公職追放の仮指定を受ける。追放中の1948年（昭和23年）10月、兵器処理問題に関し、衆議院不当財産取引調査特別委員会に証人喚問された。

## 親族
- 娘婿 山本舜勝（陸軍少佐、陸将補）[1]

## 栄典
- 1940年（昭和15年）8月15日 - 紀元二千六百年祝典記念章[8]